# Die Carolin Kebekus Show
Die Carolin Kebekus Show ist eine von Carolin Kebekus moderierte Personality-Show mit Talkshowelementen, die von der bildundtonfabrik und der UnterhaltungsFlotte TV in Köln produziert wird.

## Konzept
Jede Sendung besteht aus einem Stand-up, einem Themenstück, Einspielern, einem Gästetalk sowie einem kurzen Spiel. In den Einspielern tauchen regelmäßig Martina Hill, Sophie Passmann, Giulia Becker und Mai Thi Nguyen-Kim auf. Die Sendung wird im Auftrag des WDR als Personality-Show für den Comedy- und Satire-Sendeplatz im Ersten produziert.
Die Bühne besteht aus einer großen LED-Wand, welche mit wechselndem Inhalt bespielt wird. Für den Gäste-Talk wird jeweils eine Sitzecke vor der LED-Wand aufgebaut.
Seit der zweiten Staffel gibt es außerdem eine eigene Studio-Band.
Aufmerksamkeit erhielt die Sendung mit einem „Brennpunkt“ zum Thema Rassismus, in der Kebekus ihre WDR-Kollegin Shary Reeves zum Thema moderieren ließ, weil sie diesen Brennpunkt „im Ersten Deutschen Fernsehen“ vermisste.

## Hintergrund
Die Show wird im Studio König der bildundtonfabrik in Köln-Ehrenfeld aufgezeichnet. Aufgrund der Corona-Bestimmungen wurde die Sendung zunächst ohne Studiopublikum aufgezeichnet. Nach der ersten Staffel wurde zum Jahresende 2020 eine Best-of-Episode ausgestrahlt.

## Auszeichnungen
Die Sendung gewann 2021 den Grimme-Preis in der Kategorie Unterhaltung.

## DCKS Festival
Am Pfingstmontag, 6. Juni 2022, veranstaltete Kebekus das DCKS Festival, ein Open-Air-Musikfestival mit rein weiblichem Lineup im Tanzbrunnen in Köln. Die Idee dazu entstand nach der Folge der Carolin Kebekus Show vom 15. Juli 2021 mit dem Thema „Sexismus in der Musikindustrie“. Neben Musikacts von Donia Touglo, Annie Chops, Luna, Ebow, Mine, den No Angels und LEA gab es Talkrunden mit weiblichen Gästen unter der Moderation von Aminata Belli, Carolin Kebekus und Jeannine Michaelsen.